# Tsoongia
Tsoongia  é um gênero botânico da família Lamiaceae.

## Espécie
Tsoongia axillariflora

## Nome e referências
Tsoongia Merrill